# Giorgio Airaudo
Giorgio Airaudo (Torino, 16 agosto 1960) è un politico e sindacalista italiano.

## Biografia
Perito elettronico e sindacalista. Nel 2001 è eletto segretario della Fiom provinciale torinese. Nel 2010 è entrato a far parte della segreteria nazionale dell'organizzazione diventando successivamente Segretario Nazionale del sindacato dei lavoratori operanti nelle imprese metalmeccaniche della CGIL. Il 15 settembre 2020 viene eletto segretario della Fiom per il Piemonte.  Da marzo 2023 è  segretario CGIL  del Piemonte.

## Attività politica

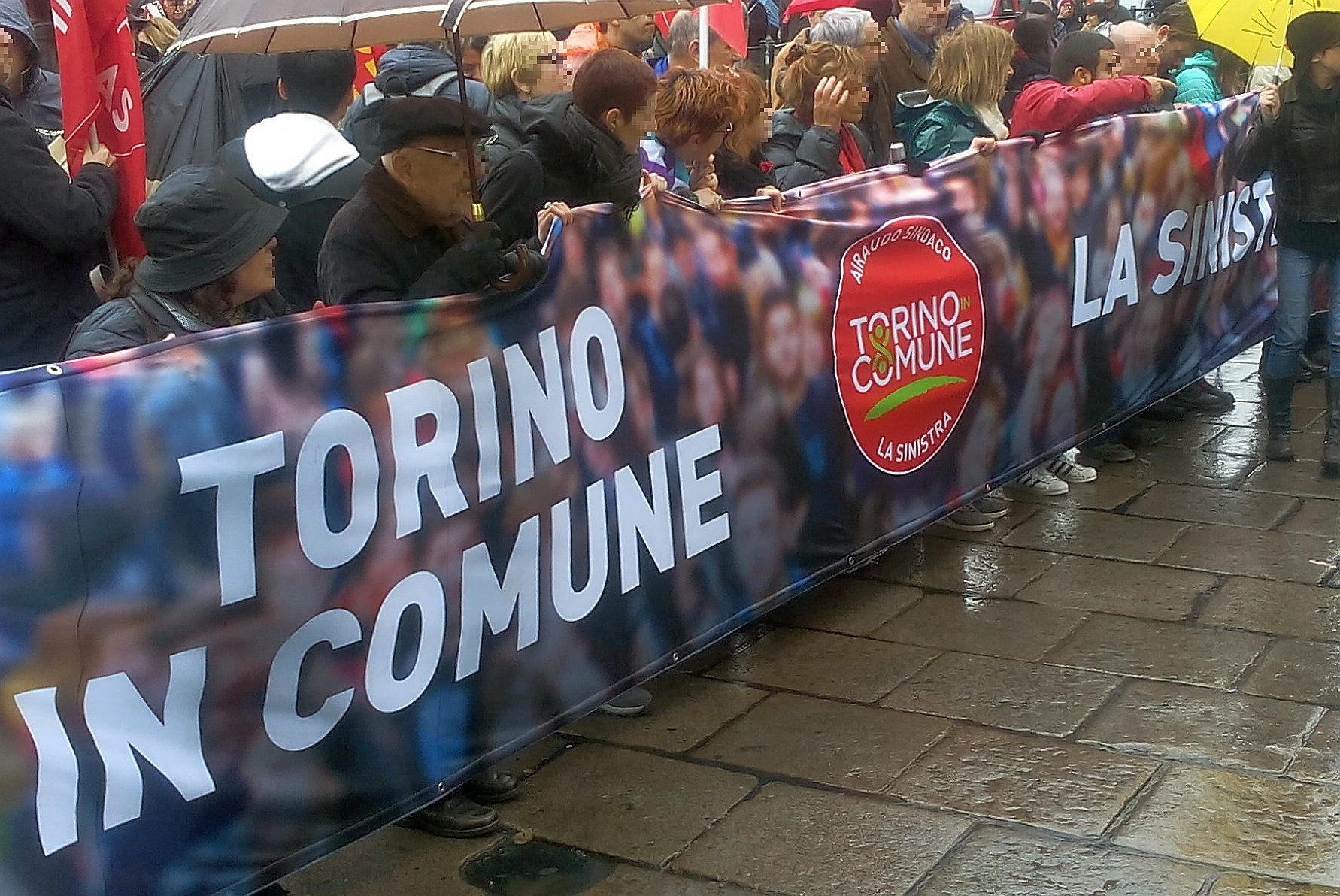
Striscione della Torino in Comune alla manifestazione del Primo Maggio 2016, a Torino

Nel gennaio 2013 accetta la candidatura offertagli dal leader di SEL, Nichi Vendola, come indipendente di Sinistra, per la Camera dei Deputati, assieme a Laura Boldrini.

### Elezione a deputato
Il 25 febbraio 2013 viene eletto deputato con Sinistra Ecologia Libertà nella circoscrizione Piemonte 1. Dal 7 maggio 2013 è membro della commissione XI (Lavoro pubblico e privato).
Vicino al Coordinatore Nazionale Nicola Fratoianni, favorevole a mantenere SEL all'opposizione del Governo Renzi e del PD, vota contro la decisione del gruppo di appoggiare il Decreto IRPEF sugli € 80 del Governo, ribadendo la sua contrarietà astenendosi in Aula insieme al collega Giulio Marcon nonostante la maggioranza del gruppo si fosse orientata per il sì al provvedimento.

### Candidatura a Sindaco di Torino
Nel dicembre 2015 lancia la sua candidatura a Sindaco di Torino con la lista Torino in Comune (che raccoglie Sinistra Italiana e Rifondazione Comunista), un progetto politico che riunisce la sinistra subalpina ispirandosi al neomunicipalismo di Barcelona en comù di Ada Colau.
Oltre a Torino in Comune, sostengono la candidatura di Airaudo Ambiente Torino (lista unitaria tra Possibile, Green Italia e Federazione dei Verdi) e Pensionati e Invalidi Giovani Insieme. Airaudo ottiene 14.166 voti pari al 3,7 % ed è eletto consigliere, dimettendosi tuttavia 18 giorni dopo il ballottaggio.

### Candidatura al Senato
Alle elezioni politiche del 2018 è candidato al Senato della Repubblica con Liberi e Uguali, senza però essere eletto.